# Selección de polo de España

La Selección de polo de España es el equipo de polo representante de España en las competiciones internacionales. 

A diferencia de otros deportes ecuestres, en España el polo no es muy popular y no es tan practicado. A pesar de lo anterior, su selección fue participante en dos Juegos Olímpicos a principios del siglo XX, alcanzando incluso una medalla de plata.

La selección española de polo obtuvo el segundo puesto en el Campeonato Europeo de Polo de 2010, cuya final se celebró en Austria el 12 de octubre de 2010. En el campeonato de 2012 alcanzó por primera vez en su historia el primer lugar. En el Campeonato Mundial de Polo de 2022 fue campeón del mundo por primera vez.

## España en los Juegos Olímpicos
España disputó un total de dos Juegos Olímpicos en los años en que el polo era considerado un deporte olímpico.

### Amberes 1920
En los Juegos Olímpicos de Amberes 1920 España participó por primera vez en la máxima cita deportiva de todos los deportes. Tuvo una gran actuación ya que pasó la primera fase y se enfrentó en semifinales con Estados Unidos, ganándoles por 13 goles a 3. En la final España se enfrentó con Gran Bretaña y perdió por 13 goles a 11. La selección española en esos juegos estaba conformada por Leopoldo de La Maza, Justo de San Miguel,[cita requerida] Álvaro de Figueroa y José de Figueroa. España alcanzaba así su segunda medalla en Amberes 1920 junto con el fútbol y su tercera medalla de la historia, después de la medalla de oro en pelota vasca de París en 1900.

### París 1924
En su segunda participación olímpica España no pudo alcanzar el buen rendimiento obtenido en los Juegos anteriores. Perdió contra Argentina por 2 a 16, contra Estados Unidos por 2 a 15 y contra Gran Bretaña por 3 a 10. Finalmente le ganó a la selección francesa por 15 goles a 1. La escuadra olímpica española estaba conformada por Álvaro de Figueroa, Luis de Figueroa, Rafael Fernández, Hernando Fitz-James, Leopoldo Sainz y Justo San Miguel.

## España en los mundiales
España ha asisitido a un total de cuatro mundiales. En el Campeonato Mundial de Polo de 1987 realizado en Buenos Aires, capital de la República Argentina, España participó y llegó a semifinales, perdiendo el partido por el tercer lugar ante la Selección de polo de Brasil. 
La segunda participación mundial del combinado español fue en el Campeonato Mundial de Polo de 2008, organizado en la Ciudad de México. En primera ronda perdió con Chile, pero le ganó a Nueva Zelanda y Canadá, pasando a la siguiente fase. En semifinales se enfrentaron a Brasil, el entonces campeón defensor y se inclinó por 7 goles a 5. En el partido por el tercer puesto la selección española perdió ante el conjunto local, empatando su mejor actuación en un mundial.
En el Campeonato Mundial de Polo de 2017, disputado en Sídney, participaron en el grupo A perdiendo por humillación todos sus partidos, frente a Argentina, Estados Unidos y Australia.
En su cuarta participación en el Campeonato Mundial de Polo de 2022, disputado en Wellington, España participó en el grupo A, logrando ganar a Pakistán y México, pero perdió contra Argentina, logrando pese a ello pasar a semifinales.
En semifinales, España derrotó a Uruguay por 10.5 a 7, logrando llegar a la final de un campeonato mundial de polo por primera vez en su historia.
En la final, España logró derrotar a EEUU por 11 a 10, ganando su primer campeonato del mundo de polo y convirtiéndose en el primer país europeo en ganar un campeonato mundial. El equipo lo conformaban Nicolas Álvarez-Cervera, Pelayo Berazadi, Luis Domecq, Tuki Ruiz Guiñazu y Jaime Serra.
| Campeonato Mundial de Polo | Campeonato Mundial de Polo | Campeonato Mundial de Polo | Campeonato Mundial de Polo | Campeonato Mundial de Polo | Campeonato Mundial de Polo |
| -------------------------- | -------------------------- | -------------------------- | -------------------------- | -------------------------- | -------------------------- |
| 1987:                      | 4° lugar                   | 1989:                      | No clasificó               | 1992:                      | No clasificó               |
| 1995:                      | No clasificó               | 1998:                      | No clasificó               | 2001:                      | No clasificó               |
| 2004:                      | No clasificó               | 2008:                      | 4° lugar                   | 2011:                      | No clasificó               |
| 2015:                      | No clasificó               | 2017:                      | 1.ª fase                   | 2022:                      | Medalla de oro             |

## España en campeonatos europeos
España logró el segundo puesto en el European Polo Championship 2010, realizado en Austria. En la final del torneo, que tuvo lugar el 12 de septiembre, España perdió ante la selección de Francia en el Club de Polo de Ebreichsdorf.
En 2012, España se proclamó por primera vez en su historia, campeón de Europa en polo tras vencer a Austria por 8 a 2 en Sotogrande (España).
En 2023, España se proclamaba campeona de Europa por segunda vez, al imponerse en la final ante Azerbaiyán por 9 a 6.

### Campeonato Europeo de Polo
- Campeón (2): 2012, 2023
- Subcampeón (1): 2010
- Tercer puesto (2): 1997, 2021